# البيوت أسرار 2 (مسلسل)
البيوت أسرار 2 هو الجزء الثاني من مسلسل البيوت أسرار.

## قصة المسلسل
بعد عامين من أحداث الجزء الأول تعود يسرا (أيتن عامر) وقد أصبحت غنية وتبدأ بقية الصديقات في محاولة إظهار الأموال الخاصة بهم.

## طاقم العمل
- كريم العدل (مخرج) : إخراج
- يوسف كمال رزق : مخرج منفذ
- نهال سماحة : مؤلف

## الممثلون
- هنا شيحة : ولاء
- شيري عادل : إيمان
- أيتن عامر : يسرا
- نسرين أمين : رحمة
- سلوى خطاب : فريدة
- كريم قاسم : سيف
- شيماء سيف : عيشة
- ناصر سيف : رشيد النحاس
- رمزي لينر : حسام
- تهاني راشد : ناهد
- رشا أمين : ميرا